# Ted Mack
Ted Mack (ur. 12 lutego 1904, zm. 12 lipca 1976) – amerykańska osobowość radiowa i telewizyjna.

## Wyróżnienia
Posiada swoją gwiazdę na Hollywoodzkiej Alei Gwiazd.